# Jurij Hromak
Jurij Petrowycz Hromak (Юрій Петрович Громак, ur. 26 marca 1948, zm. 14 grudnia 1998) – ukraiński pływak. W barwach ZSRR brązowy medalista olimpijski z Meksyku.
Specjalizował się w stylu grzbietowym. Zawody w 1968 były jego jedynymi igrzyskami olimpijskimi i medal zdobył w sztafecie 4 × 100 metrów stylem zmiennym. Wspólnie z nim tworzyli ją Władimir Kosinski, Władimir Niemszyłow i Leonid Iljiczow. Zwyciężył na dystansie 200 metrów stylem grzbietowym na mistrzostwach Europy w 1966. W 1967 wywalczył dwa tytuły mistrza ZSRR. 